# Aeroporto Internacional Tan Son Nhat
O Aeroporto internacional de Tan Son Nhat (em vietnamita:  Cảng Hàng Không Quốc Tế Tân Sơn Nhất) é um aeroporto na cidade de Cidade de Ho Chi Minh (antiga Saigon) servindo também a ilha Dong Nam Bo, no Vietname. Possui uma infraestrutura aeroportuária que para além de servir a ilha Dong Nam Bo, é ponto de acesso ao exterior da rede interna de transportes aéreos da Cidade de Ho Chi Minh. É o maior e mais movimentado aeroporto do país, respondendo por mais da metade do tráfego aéreo no Vietname.
O Terminal Novo foi inaugurado em 2007. Tem agora capacidade para 11.000.000 passageiros por ano (2007), quando as obras tiverem prontas, vai ter capacidade para 17.000.000 passageiros por ano.

## Companhias a operarem no aeroporto

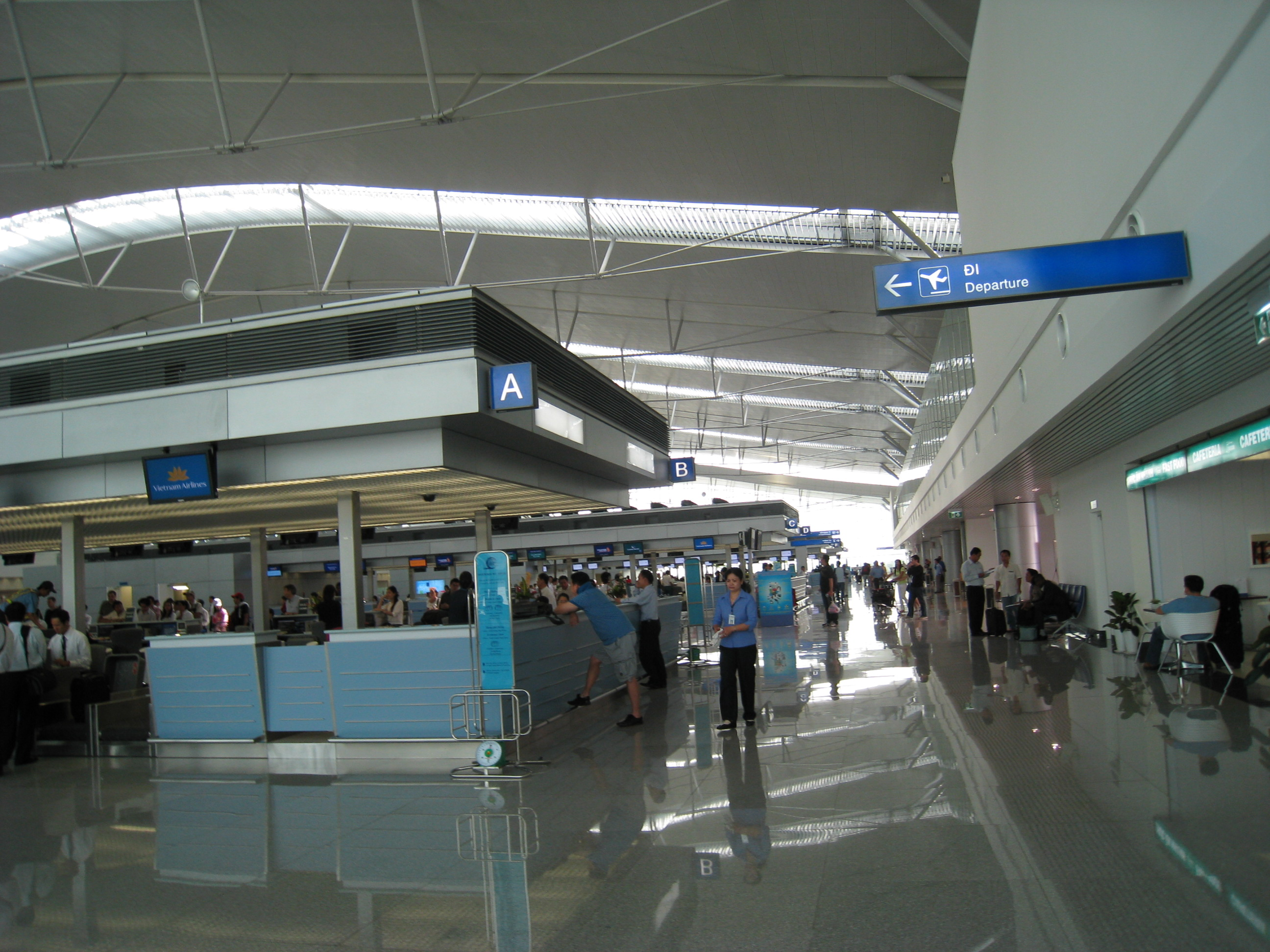
Aeroporto Internacional Tan Son Nhat, O Terminal Internacional

### Terminal 1
- Pacific Airlines (Danang, Hanoi, Hue, Nha Trang)
- Vietnam Airlines (Buon Ma Thuot, Chu Lai, Da Lat, Danang, Hai Phong, Hanoi, Hue, Nha Trang, Phu Quoc, Pleiku, Qui Nhon, Tuy Hoa, Vinh)
- Vietnam Aviation Service Company (Ca Mau, Con Dao, Rach Gia, Chu Lai, Tuy Hoa)

### Internacional Terminal 2
- Air China (Beijing, Nanning)
- Air France (Bangkok-Suvarnabhumi, Paris-Charles de Gaulle)
- All Nippon Airways (Tokyo-Narita)
- Asiana Airlines (Busan, Seoul-Incheon)
- Bangkok Airways (Bangkok-Suvarnabhumi)
- Cathay Pacific (Hong Kong)
- China Airlines (Taipei-Taiwan Taoyuan)
  - Mandarin Airlines (Kaohsiung)
- China Eastern Airlines (Shanghai-Pudong)
- China Southern Airlines (Guangzhou)
- EVA Air (Taipei-Taiwan Taoyuan)
  - Uni Air (Kaohsiung)
- Finnair (Helsinki) (seasonal)
- Garuda Indonesia (Jakarta, Singapura)
- Hong Kong Airlines (Hong Kong)
- Japan Airlines (Tokyo-Narita)
- Jetstar Asia Airways (Singapura)
- Korean Air (Busan, Seoul-Incheon)
- Lufthansa (Bangkok-Suvarnabhumi, Frankfurt)
- Malaysia Airlines (Kuala Lumpur)
- Nok Air (Bangkok-Don Mueang)
- Pacific Airlines (Bangkok-Suvarnabhumi, Singapore)
- Philippine Airlines (Manila)
- Qantas
  - Jetstar Airways (Sydney)
- Qatar Airways (Doha)
- Royal Brunei Airlines (Bandar Seri Begawan)
- Royal Khmer Airlines (Siem Reap)
- Shanghai Airlines (Shanghai-Pudong)
- Shenzhen Airlines (Shenzhen)
- Singapore Airlines (Singapura)
- Thai Airways International (Bangkok-Suvarnabhumi)
  - Nok Air (Bangkok-Suvarnabhumi)
- Tiger Airways (Singapura)
- Transaero (Moscow-Domodedovo)
- United Airlines (Hong Kong, Los Angeles)
- Vietnam Airlines (Bangkok-Suvarnabhumi, Beijing, Busan, Frankfurt, Fukuoka, Guangzhou, Hong Kong, Kaohsiung, Kuala Lumpur, Melbourne, Moscow-Domodedovo, Nagoya-Centrair, Osaka-Kansai, Paris-Charles de Gaulle, Phnom Penh, Seoul-Incheon, Siem Reap, Singapura, Sydney, Taipei-Taiwan Taoyuan, Tokyo-Narita, Vientiane)
- Viva Macau (Macau)

### Cargo airlines
- Shanghai Airlines Cargo (Shanghai-Pudong)